# Schoenoplectus decipiens
Schoenoplectus decipiens là loài thực vật có hoa trong họ Cói. Loài này được (Nees) J.Raynal miêu tả khoa học đầu tiên năm 1976.